# SS-Baureihe 650
Die SS-Baureihe 650 wurde von 1901 bis 1907 von der Maatschappij tot Exploitatie van Staatsspoorwegen (SS) für den Rangierdienst in den Niederlanden von verschiedenen Herstellern beschafft. Die B-gekuppelten Tenderlokomotiven wurden später von den Nederlandse Spoorwegen (NS) übernommen.

## Geschichte
Die Maatschappij tot Exploitatie van Staatsspoorwegen (SS) kauften im Jahr 1901 zehn Lokomotiven von der Lokomotivfabrik Machinefabriek Breda (vormals Backer & Reub, Breda, Niederlanden). In den Jahren 1903 bis 1907 wurden 17 Lokomotiven von der Zentralwerkstatt (Centrale werkplaats) der SS in Tilburg geliefert sowie drei weitere von der Werkstatt in Zwolle. Die Lokomotiven wurden als SS 651–680 eingereiht.

## NS 8100
Als der Fahrzeugpark der größten privaten Eisenbahngesellschaft der Niederlande, Hollandsche IJzeren Spoorweg-Maatschappij (HSM oder HIJSM) und der SS 1921 zusammengelegt wurde, erhielten die Lokomotiven die NS-Nummern 8101–8130.
Ihr Aussehen glich einem englischen Modell, z. B. waren die Zylinder schräg mit einem Neigungsverhältnis von 1:15 angebracht, obwohl diese Anordnung mit Rücksicht auf den Durchmesser der Antriebsräder überhaupt nicht notwendig war.
Die ersten beiden Lokomotiven wurden 1937 verschrottet (8116 und 8121). Im Zweiten Weltkrieg verbrachten die deutschen Besatzer nach der Besetzung der Niederlande 13 Maschinen (8101/02/05/07/08/09/14/15/20/25/26/27/29) nach Deutschland. Die 8109 befand sich bei Kriegsende 1945 in der Tschechoslowakei und kehrte nach kurzem Einsatz 1947 zurück in die Niederlande. Lokomotive 8107 wurde 1952 an die Coöperatieve Suikerfabrieken in Roosendaal verkauft. Von dort kam sie nach ihrer Ausmusterung zum Museum Buurt Spoorweg (MBS), Haaksbergen. Zwischen 1947 und 1955 wurden die restlichen Maschinen verschrottet.

## Technische Merkmale
Die Maschinen waren mit einer selbsttätigen und einer unselbstständigen Traktionsbremse der Bauart Westinghouse und einer Saugluftbremse ausgestattet. Die Sandstreueinrichtung war bei ihnen pneumatisch ausgeführt. Mit 33 t Dienstmasse konnte sie eine Zugkraft von 5,6 Mp entwickeln. Ihre Höchstgeschwindigkeit betrug 40 km/h, sie konnte Gleisbögen bis zu einem Radius von 40 m befahren.
Die Steuerung war als Linkssteuerung ausgelegt.

## Einsatz in der Tschechoslowakei
Die 8109 verblieb nach 1945 in Chomutov. Sie erhielt den Spitznamen Vlasta und die Bezeichnung 214.0500 (Niederländische Quellen erwähnen Nummer 214.001). Sie war die erste Lokomotive bei den ČSD mit Linkssteuerung.
Sie blieb bis zum Ende des Jahres 1946 in Betrieb und wurde im Januar 1947 zusammen mit einigen Wagen und verschlepptem Material im Rahmen eines Eigentumsausgleiches an die NS zurückgegeben. Weitere Daten über ihren Einsatz sind nicht bekannt.